# Terremoto della Calabria del 1905
Il terremoto della Calabria del 1905 fu un grave sisma che si abbatté sulla Calabria centrale tirrenica, devastando una vasta area tra Cosenza e Nicotera, durante la notte tra il 7 e l'8 settembre 1905 alle ore 1:43.
Il sisma ebbe una magnitudo momento di 7,06  (compresa tra 6,2 e 7,9 secondo vari autori) e un'intensità compresa tra il X e l'XI grado della scala Mercalli. Esso provocò 558 vittime, la maggior parte nell'area del promontorio di Capo Vaticano.
L'epicentro non è conosciuto esattamente, tre ipotesi prevalenti sono 38°80′N e 16°10E (nel mare al largo di Pizzo)  38°67′N e 16°07′E (tra gli abitati di Vibo Valentia e Cessaniti),  e 38°63′N  e 15°47′E (nel mare tra Capo Vaticano e l'isola di Panarea).

## La scossa
Il terremoto provocò ingenti danni agli edifici e alle infrastrutture già carenti, devastando il territorio, molti dei danni e delle vittime furono dovute agli effetti sismogeologici come frane indotte, spaccature, scorrimenti del terreno e liquefazioni dei terreni sabbiosi, variazione del regime delle acque su di un'area estesa per oltre 6.000 km2. Ad esempio Aiello Calabro fu distrutto da una frana di crollo di una grande porzione rocciosa del monte sovrastante il paese.
Il terremoto fu preceduto e seguito da numerosi fenomeni acustici e luminosi, come forti boati e luci boreali sul mare.